# Hantai
Hantai är ett stadsdistrikt och säte för stadsfullmäktige i Hanzhong i Shaanxi-provinsen i nordvästra Kina. Det ligger omkring 220 kilometer sydväst om provinshuvudstaden Xi'an.